# 동탄대로

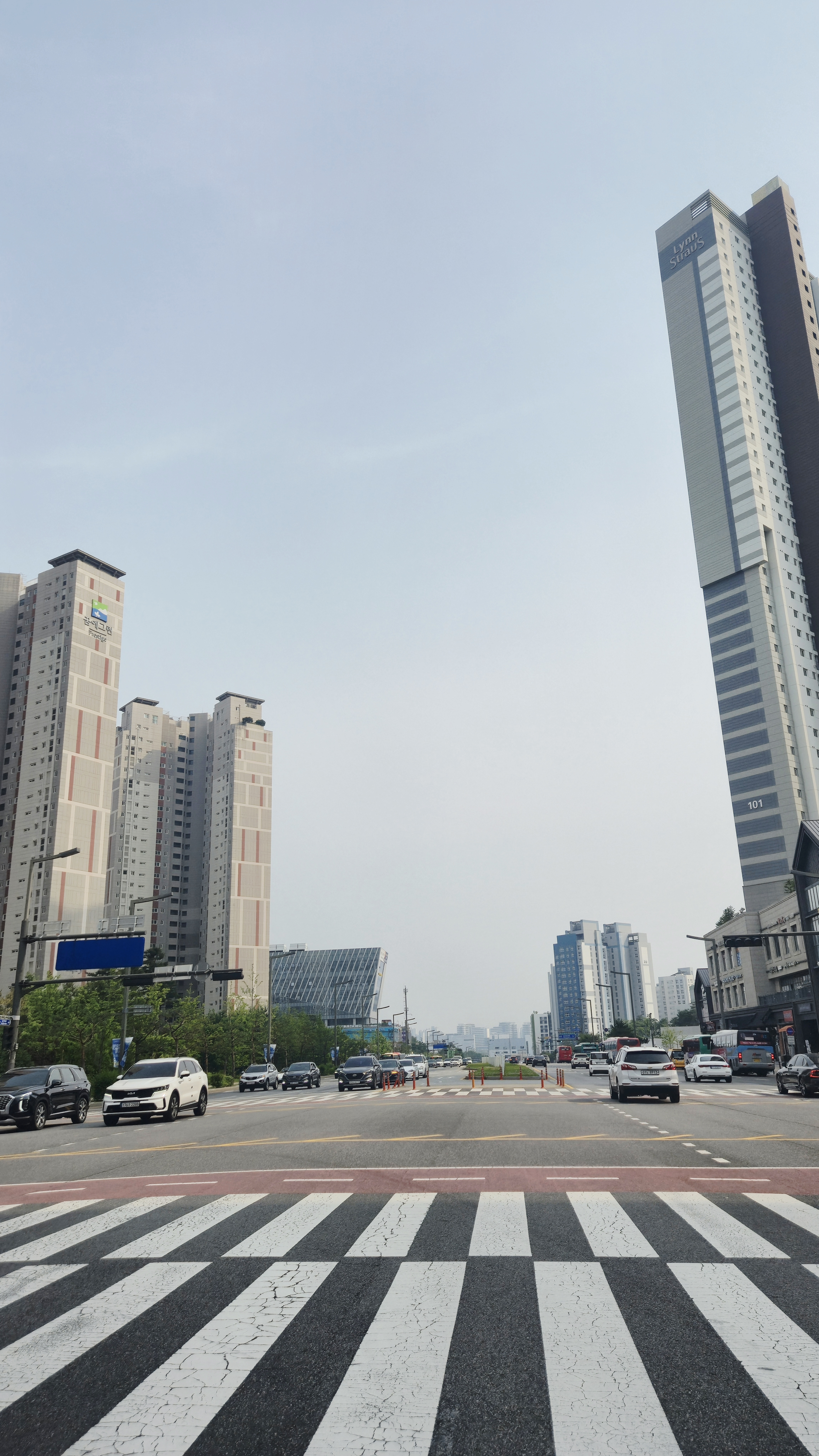
동탄대로(동탄대로시범길 교차로)

동탄대로는 경기도 화성시에 있는 도로이다. 장지동 1054-0을 기점으로 영천동 628-40을 종점으로 하며, 7.54km(7,548m)의 긴 길이를 가진 도로이다.

## 개요
동탄대로는 동탄2 신도시개발계획에 일환으로 건설된 신도시의 중심도로로 남북을 관통하는 의미에서 2014년 10월 23일 고시 및 효력이 발생하여 명칭이 제정 되었다. 동탄역을 기준으로 우측의 대부분의 시가지 도로가 동탄대로와 인접해 있고 교차하며 경부고속도로의 우측의 시가지도로중 가장 차량 이동량과 대중교통 이용량이 많은 도로이기도 하다.
동탄역과 대부분의 주거지역, 동탄호수공원이 동탄대로를 기준으로 연결점이 잡혀있어 동탄 신도시의 핵심도로라 볼 수 있다. 경기도 화성시의 대부분의 행정동을 지나감으로, 영천동, 청계동, 오산동, 산척동, 송동, 장지동까지의 대부분의 도로가 직접 연결되거나 가지번호 도로로 인접해 있다.

## 가지번호 도로
동탄대로가 7.54km을 가진 긴 도로인 만큼 가지번호 도로가 매우 많이 존재하고 경부고속도로의 우측의 대부분의 간선도로들이 가지번호로 부여되어 배치되어있고, 가지번호가 아니지만 파생되어 이름이 붙인 도로는 동탄대로남길, 동탄대로시범길 2개가 추가적으로 있다.
- 동탄대로10길
- 동탄대로10나길
- 동탄대로11길
- 동탄대로12길
- 동탄대로13길
- 동탄대로14길
- 동탄대로17길
- 동탄대로19길
- 동탄대로1길
- 동탄대로21가길
- 동탄대로21길
- 동탄대로22길
- 동탄대로23길
- 동탄대로23안길
- 동탄대로24가길
- 동탄대로24길
- 동탄대로25길
- 동탄대로26길
- 동탄대로2길
- 동탄대로3길
- 동탄대로411번길
- 동탄대로47번길
- 동탄대로4가길
- 동탄대로4길
- 동탄대로4다길
- 동탄대로4라길
- 동탄대로5길
- 동탄대로6길
- 동탄대로8길
- 동탄대로9가길
- 동탄대로9길
- 동탄대로9나길

## 사진

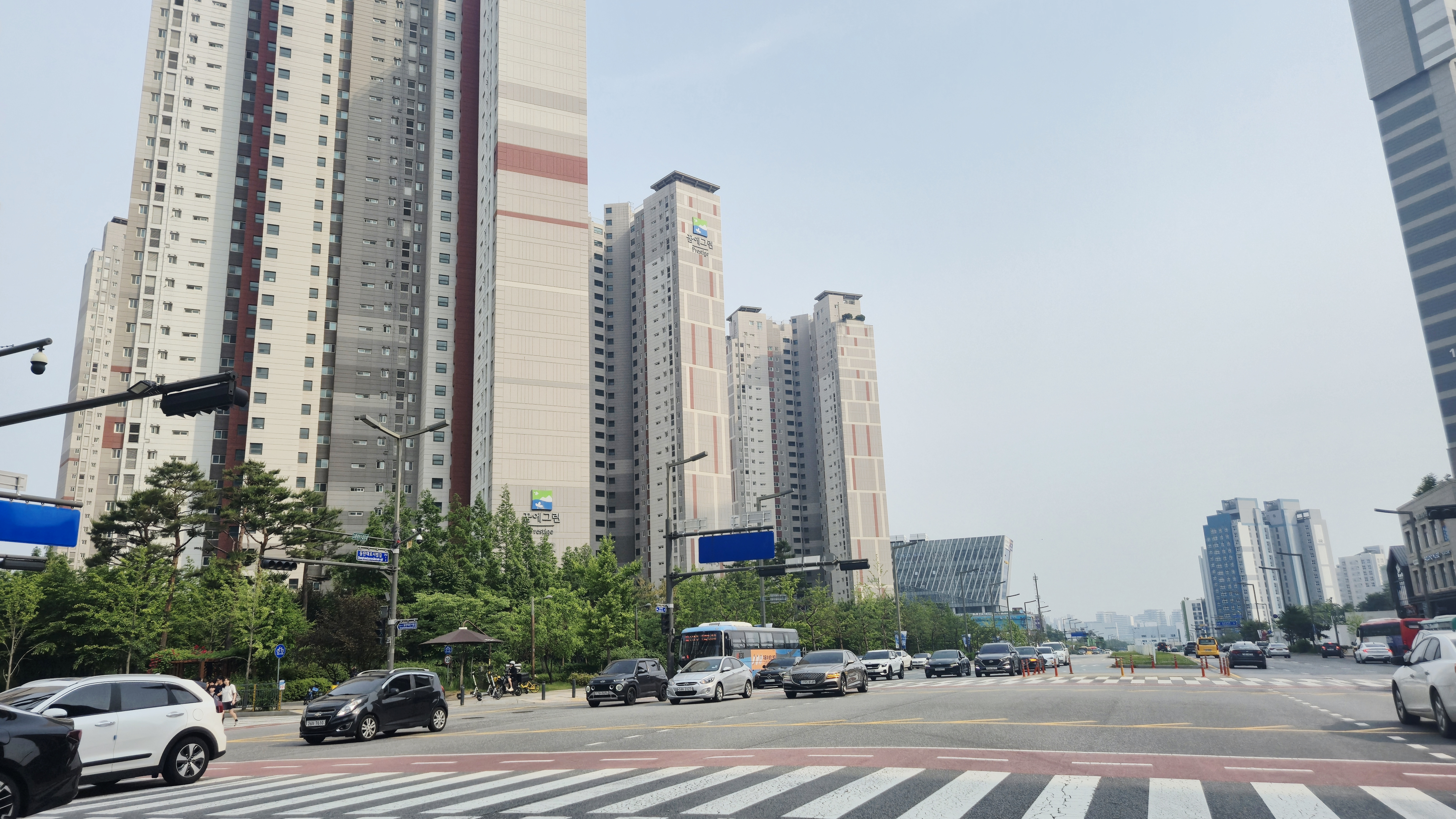
동탄대로와 동탄시범길 사거리
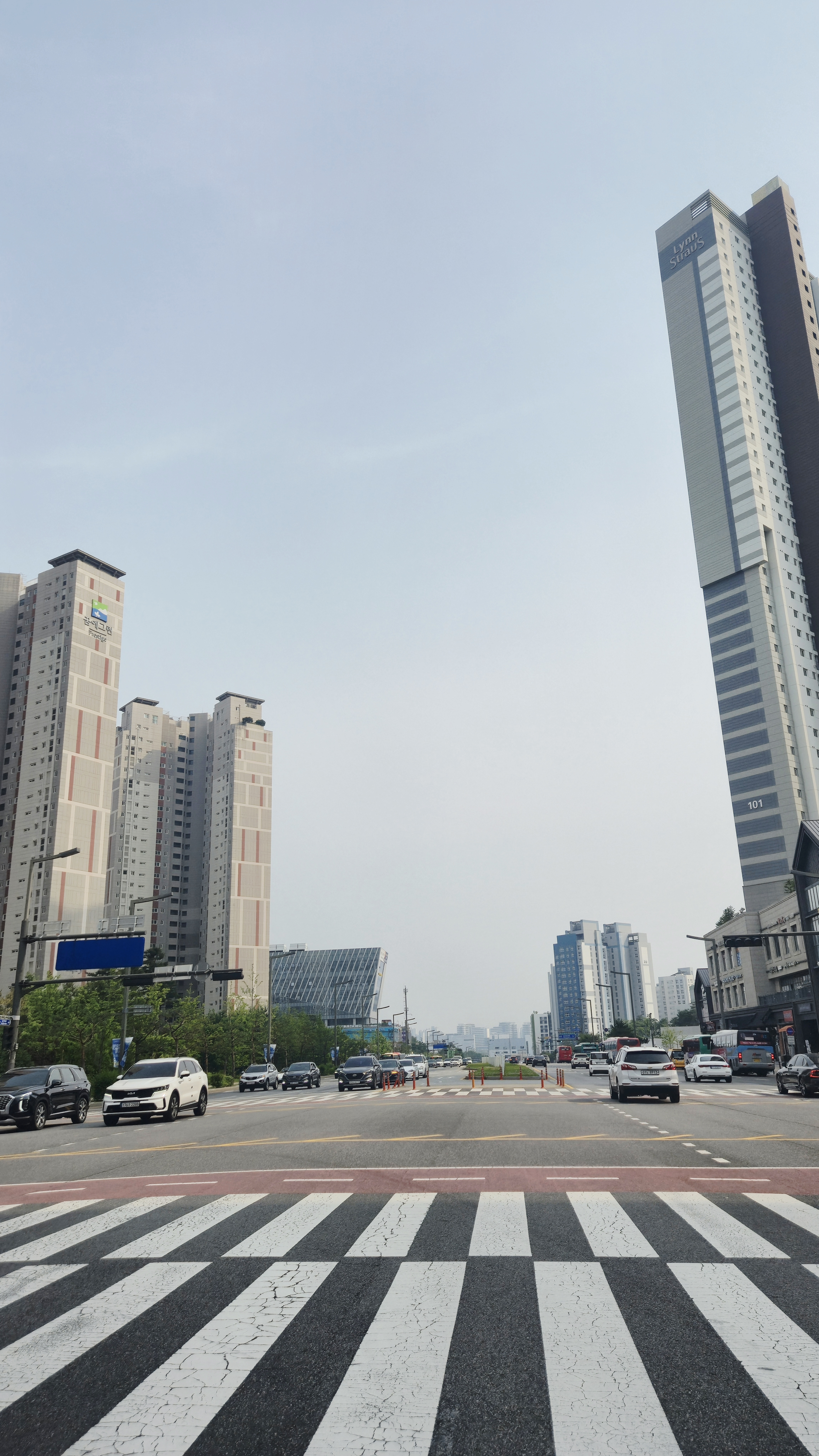
동탄대로 하행방면

## 주요시설
- 동탄역
- 동탄린스트라우스더레이크시티
- 동탄역대방디엠시티더센텀
- 동탄IT벨리2
- 우성르보아시티
- 동탄역우성타워
- 동탄역푸르지오시티
- 동탄8동행정복지센터
- 동탄역그란비아스타
- 힐스테이트동탄역멀티플라이어